# Kéita (département)
Pour les articles homonymes, voir Keita.
La commune urbaine Kéita est un département du Niger, situé dans la région de Tahoua. La distance entre la région et le departement est de 75 Km.

## Géographie
Le relief du département est très accidenté, il est formé de nombreux plateaux et collines qui surplombent des glacis plus ou moins ensablés bordant des vallées plus fertiles. Le département est constitué de 10 bassins versants élémentaires : Janguébé, Loudou, Doudoubey, Gadamata, Laba, Kéita, Seyte, Tamaské, Tabofat, Tinkirina.  

### Administration
Kéita est un département de 3 588 km² de la région de Tahoua.

Son chef-lieu est Kéita.
Son territoire se décompose en :
- Communes urbaines : Kéita.
- Communes rurales : Garhanga, Ibohamane, Tamaské.

| Code INS | Commune   | Superficie (km²) | Population (2012) | Localités |
| -------- | --------- | ---------------- | ----------------- | --------- |
| 50601    | Garhanga  | 707,8            | 69 712            | 70        |
| 50602    | Ibohamane | 1 339            | 88 724            | 102       |
| 50603    | Kéita     | 718,1            | 67 304            | 79        |
| 50604    | Tamaské   | 822,4            | 111 358           | 74        |

### Situation
Le département de Kéita est entouré par :
- au nord : le département d'Abalak,
- à l'est : la région de Maradi (département de Dakoro),
- au sud : les départements de Bouza et Illéla,
- à l'ouest : le département de Tahoua.

## Population
La population est estimée à 303 469 habitants en 2011.